# Cameron Bancroft
Cameron Bancroft, född 17 maj 1967 i Winnipeg, Manitoba, Kanada, är en kanadensisk skådespelare känd efter att ha spelat Joe Bradley i tv-serien Beverly Hills. Han medverkade i serien från 1995 till 1996.
Bancroft har också varit med som gäst i flera andra tv-serier. 2005 medverkade han som Charles Ingalls i miniserien av Lilla huset på prärien. Han har också spelat demonen Cryto i Förhäxadepisoden "How to Make a Quilt out of Americans".
Han studerade skådespeleri vid California Institute of the Arts under sena åttiotalet till början av nittiotalet.

## Filmografi (urval)
- Beverly Hills 90210 (1995-1996; Joe Bradley)
- A Family Divided (1995)
- Erics hemlighet (1986)
- 2016 – The Wedding March